# Farlowella rugosa
Farlowella rugosa is een straalvinnige vissensoort uit de familie van de harnasmeervallen (Loricariidae). De wetenschappelijke naam van de soort is voor het eerst geldig gepubliceerd in 1971 door Boeseman.
Deze harnasmeerval is een demersale zoetwatervis van de stroomgebieden van de Essequibo, Marowijne en Corantijn. De vis leeft in ondiepe kreken van 0,3 m tot 2 m diep en 4 tot 8 meter breed met zaderige bodems en stromend water. In de paaitijd hebben de mannetjes korte uitsteeksels (odentodes) op een deel van hun snuit. Als alle soorten van het geslacht Farlowella, zoals de naaldmeerval, is het een bijzonder langgerekte vis, die op een takje lijkt.